# Riodinini
De Riodinini vormen een tribus van de vlinderfamilie van de prachtvlinders (Riodinidae), onderfamilie Riodininae.

## Taxonomie
Riodinini omvat de volgende geslachten:
- Amarynthis Hübner, 1819
- Amphiselenis Staudinger, 1888
- Ancyluris Hübner, 1819
- Baeotis Hübner, 1819
- Barbicornis Godart, 1824
- Brachyglenis C. & R. Felder, 1862
- Calephelis Grote & Robinson, 1869
- Caria Hübner, 1823
- Cariomothis Stichel, 1910
- Cartea Kirby, 1871
- Chalodeta Stichel, 1910
- Chamaelimnas C. & R. Felder, 1865
- Charis Hübner, 1819
- Chorinea Gray, 1832
- Colaciticus Stichel, 1910
- Crocozona C. & R. Felder, 1865
- Cyrenia Westwood, 1851
- Dachetola Hall, 2001
- Detritivora Hall & Harvey, 2002
- Exoplisia Godman & Salvin, 1886
- Isapis Doubleday, 1847
- Ithomeis Bates, 1862
- Lasaia Bates, 1868
- Lyropteryx Westwood, 1851
- Melanis Hübner, 1819
- Metacharis Butler, 1867
- Monethe Westwood, 1851
- Nahida Kirby, 1871
- Necyria Westwood, 1851
- Nirodia Westwood, 1851
- Notheme Westwood, 1851
- Panara Doubleday, 1847
- Paralaxita Eliot, 1978
- Parcella Stichel, 1910
- Pheles Herrich-Schäffer, 1858
- Rhetus Swainson, 1829
- Riodina Westwood, 1851
- Seco Hall & Harvey, 2002
- Siseme Westwood, 1851
- Syrmatia Hübner, 1819
- Themone Westwood, 1851